# RollerCoaster Tycoon 2
RollerCoaster Tycoon 2 é um jogo de simulação de construção e gerenciamento de um parque de diversões.  Lançado dia 15 de outubro de 2002, é o segundo jogo da série RollerCoaster Tycoon.

## Jogabilidade
RollerCoaster Tycoon 2 possui alguns modos de jogo, assim como um tutorial onde são mostrados ao jogador os comandos e as funcionalidades existentes no jogo.
No modo carreira o jogador deve gerenciar parques pré-criados buscando cumprir os objetivos propostos. Esses objetivos incluem melhorar o valor do parque, agradar visitas VIPs ou construir um número de atrações com especificações mínimas. Conforme o jogador for obtendo sucesso em cumprir os objetivos, novos parques e projetos de montanhas-russas são habilitados.
O jogo apresenta a mesma mecânica do primeiro (Em 2D), mas há mais brinquedos e lojas como Trem-Fantasma,Tapete Mágico, Chocolate quente, Café e os Caixas Eletrônicos (ATM em Inglês). Há algumas diferenças com o primeiro jogo; nesta segunda versão do jogo, por exemplo, não é possível cobrar a entrada do parque e do brinquedo juntos. Há também a inclusão de novos funcionários, como viquingues e soldados.

## Conteúdo adicional

### Pacotes de Expansão
Foram lançados dois pacotes de expansão para o jogo: Wacky Worlds foi lançado em 8 de maio de 2003 e Time Twister foi lançado em 22 de Outubro de 2003.

### Edições Especiais
Foram lançados duas edições especiais do jogo. A edição especial Combo Park Pack foi lançada em 2003 e vem com o jogo RollerCoaster Tycoon 2 e a expansão Wacky Worlds em um só CD. A Triple Thrill Pack foi lançada em 2004 e vem com o jogo RollerCoaster Tycoon 2, a expansão Wacky Worlds e a expansão Time Twister em um só CD.

## Recepção
Dan Adams, da IGN, deu a Roller Coaster Tycoon 2 um 8/10, elogiando o jogo pela adição do editor de cenários e de passeios, bem como por valer pelo seu valor. Brett Todd, da GameSpot, deu 7/10, elogiando o jogo pelo áudio "mais profundo" e seus novos editores, mas criticou o jogo por não abordar muitos dos problemas do primeiro jogo.
Devido ao longo período entre o lançamento do primeiro jogo e desse, esperava-se uma nova interface gráfica, porém se viu apenas um jogo idêntico ao primeiro com o acréscimo de novas atrações e cenários como Trem Fantasma, Tapete Mágico, Loja de café, Rosquinhas e Caixa Eletrônico (ATM em Inglês).